# Turbina Turgo

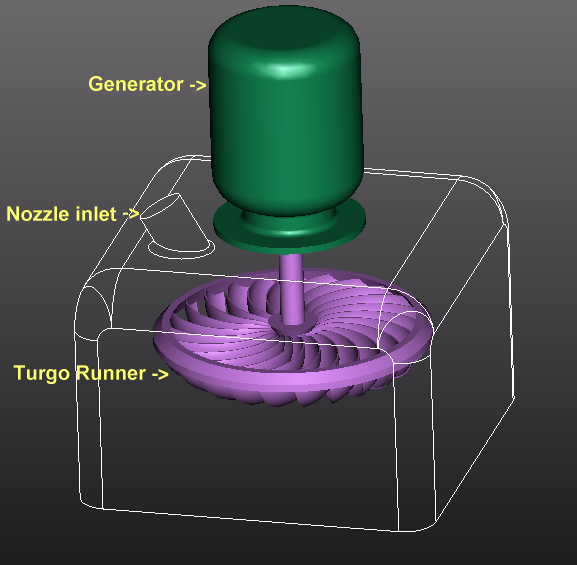
Schema di una turbina Turgo con relativo generatore

La turbina Turgo è una turbina idraulica ad azione. Sviluppata dall'azienda britannica Gilkes nel 1919, è stata derivata dalla turbina Pelton, rispetto alla quale ha un rotore più economico da realizzare, un numero di giri caratteristico più elevato e può gestire una portata d'acqua maggiore a parità di diametro. Queste ultime due caratteristiche permettono di ridurre le dimensioni dell'alternatore e i costi di installazione.
Può raggiungere rendimenti intorno all'87%.
Questo tipo di turbine può essere utilizzato sia in impianti di grandi dimensioni che nel piccolo idroelettrico.
La gamma dei dislivelli entro la quale opera la Turgo si pone in una fascia dove il campo di applicazione delle turbine Francis e delle Pelton si sovrappone.
Nelle Turgo, in quanto turbine ad azione,  l'energia potenziale dell'acqua viene convertita in energia cinetica nell'ugello (peraltro simile a quello utilizzato nelle turbine a vapore di tipo Curtis).